# Андреј Привратски
Андреј Привратски (слч. Andrej Privratský; Избиште, 1. август 1931 — Бачки Петровац, 28. октобар 2009) био је словачки учитељ, аматерски глумац и редитељ и културни радник.

## Биографија
У Бачки Петровац се доселио са циљем да се школује за учитеља. У то време је у гимназији радио професор Михал Филип, један од позоришних ентузијаста у Петровцу, који је код Андреја препознао глумачку надареност. Тако је Привратски у Гогољевој „Просидби“ заиграо своју прву улогу. Следиле су представе Ивана Мајере „Планина зове“, те „Операција“, „Окрутан живот“ и „Шарена лопта“ Павела Бартока и друге. Привратски се афирмисао као добар глумац и у потпуности се ангажовао у тој области. Доспео је међу најзначајније личности тадашњег позоришног живота у Петровцу. Осим као глумац, опробао се као сценски ликовни уметник, сценограф, костимограф и шминкер.
Након завршене учитељске школе био је учитељ у основној школи у Петровцу, а ускоро и редитељ петровачког аматерског позоришта. Његов први комад био је „Луткарска продавница“. Подстакнут успехом увежбао је „Пепељугу“, а за прославу годишњице хора „Сликарку“, прву представу са одраслима. Привратски је ангажовао много нових глумаца који се први пут срећу са позориштем. То је карактеристика његове целокупне редитељске каријере. Следиле су представе „Стриц Мајор“, „Мирандолина“, „Кула вавилонска“ и др. Привратски је у позоришном аматерству, као редитељ и сценограф, мање-више све позоришне представе режирао у сценско-ликовном класичном облику. Тако су радили и његови претходници, а од њих је и учио. Екпериментисао је и са модернијом позоришном формом („Зyпа Цупак“, „Право на грех“), али се задржао само на покушајима. Одушевљавао се класиком, исто тако као и публика, коју је однеговао по свом укусу. Најактивнији и најуспешнији позоришни период Привратског је у годинама између 1960. и 1980. У то време он је радио, пре свега, као директор Дома културе. На сцени Позоришта ВХВ следиле су представе „Госпођа министарка“, „Сумњиво лице“, „Грех Мирославе Амари“, „Обичан догађај“, „Кубо“, „Дом Бернарде Албе“ и друге. Током више од педесет година каријере, увежбао је преко тридесет представа и тиме постао наш најпродуктивнији редитељ. Седамдесетих година радио је као редитељ на радију и телевизији у словачкој редакцији Телевизије Нови Сад.
Први аплауз за редитељско остварење у професионалном позоришту добио је у сали Словачког војвођанског позоришта у Петровцу, 29. децембра 2007. године, након представе на словачком „Стаклена менажерија“ аутора Тенеси Вилијамса. Била је то његова последња представа. Андреј Привратски умро је 28. октобра 2009. године у Бачком Петровцу.